# Jiandi
Jiandi (chinois simplifié : 简狄 ; chinois traditionnel : 簡狄 ; pinyin : jiǎndí) est l'épouse de l'Empereur Ku et la mère de Xie, fondateur de la dynastie Shang.
Selon une légende, du Shijing, un oiseau noir (probablement un corbeau) descend sur mandat du ciel pour donner naissance à la race des Shang. L'oiseau pond un œuf et le laisse tomber, Jiandi, avale l'œuf, se retrouve enceinte et donne naissance à Xie.

### bibliographie
- Rémi Mathieu, « Le corbeau dans la mythologie de l’ancienne Chine », Revue de l'histoire des religions, t. 201, no 3,‎ 1984, p. 281-309 (DOI 10.3406/rhr.1984.4312, lire en ligne)